# Ruslanovca, Soroca
Ruslanovca este un sat din cadrul comunei Vasilcău din raionul Soroca, Republica Moldova.
A fost înființat în 1912 pe lângă câmpul experimental-demonstrativ al Stației de selecție (1910) pe moșia Vasilcău – Trifăuți.

## Demografie

### Structura etnică
Structura etnică a satului conform recensământului populației din 2004:
| Grup etnic         | Populație | % Procentaj |
| ------------------ | --------- | ----------- |
| Moldoveni / Români | 143       | 71,86%      |
| Ucraineni          | 38        | 19,1%       |
| Ruși               | 16        | 8,04%       |
| Țigani             | 1         | 0,5%        |
| Alții              | 1         | 0,5%        |
| Total              | 199       | 100%        |